# Guero
Guero — студийный альбом Бека, вышедший в 2005 году.

## Список композиций
1. «E-Pro» (Бек, The Dust Brothers, Beastie Boys) — 3:22
2. «Qué Onda Guero» (Бек, The Dust Brothers) — 3:29
3. «Girl» (Бек, The Dust Brothers) — 3:30
4. «Missing» (Бек, The Dust Brothers, Marcos Vinicius de Moraes, Carlos Eduardo Lyra) — 4:44
5. «Black Tambourine» (Бек, The Dust Brothers, Eugene Blacknell) — 2:46
6. «Earthquake Weather» (Бек, The Dust Brothers, Mark Adams, Steve Washington, Daniel Webster, Mark Hicks) — 4:26
7. «Hell Yes» (Бек, The Dust Brothers) — 3:18
8. «Broken Drum» (Бек) — 4:31
9. «Scarecrow» (Бек, The Dust Brothers) — 4:16
10. «Go It Alone» (Бек, Джек Уайт, The Dust Brothers) — 4:09
11. «Farewell Ride» (Бек) — 4:19
12. «Rental Car» (Бек, The Dust Brothers) — 3:05
13. «Emergency Exit» (Бек, The Dust Brothers) — 4:02

## В записи участвовали
- Бек — вокал, гитара, бас, перкуссия, тамбурин, губная гармоника, клавишные, пианино, челеста, калимба
- The Dust Brothers — бит, хлопки
- Паоло Диас — бэк-вокал
- Роджер Джозеф Маннинг младший — клавинет
- Джастин Мелдал-Джонсен — бас, гитарные звуки
- Мани Марк — орган
- Джои Варонкер — барабаны
- Смоки Хормел — электрогитара
- Джек Уайт — бас в песне «Go It Alone»
- Петра Хэден — вокал

## Позиции в чартах
- 2-е место — чарт Billboard 200 (2005)
- 2-е место — чарт Top Canadian Albums (2005)
- 2-е место — чарт Top Internet Albums (2005)

## Синглы
- E-Pro:
  - 40-е место — чарт Hot Digital Songs (2005)
  - 31-е место — чарт Mainstream Rock Tracks (2005)
  - 1-е место — чарт Modern Rock Tracks (2005)
  - 56-е место — чарт Pop 100 (2005)
  - 65-е место — чарт Billboard Hot 100 (2005)
- Girl:
  - 64-е место — чарт Hot Digital Songs (2005)
  - 8-е место — чарт Modern Rock Tracks (2005)
  - 71-е место — чарт Pop 100 (2005)
  - 100-е место — чарт Billboard Hot 100 (2005)